# Parlamento Federal de Transición de la República de Somalia
El Parlamento Federal de Transición de la República de Somalia (en somalí: Golaha shacabka Federaalka ee Ku Meel Gaarka ah ee Jamhuuriyada Soomaaliya; a veces Baarlamaanka Federaalka Soomaaliya) fue el parlamento internacionalmente reconocido de Somalia desde 2006 a 2012. Fue sustituido por el Parlamento Federal tras las elecciones presidenciales de 2012.

## Historia

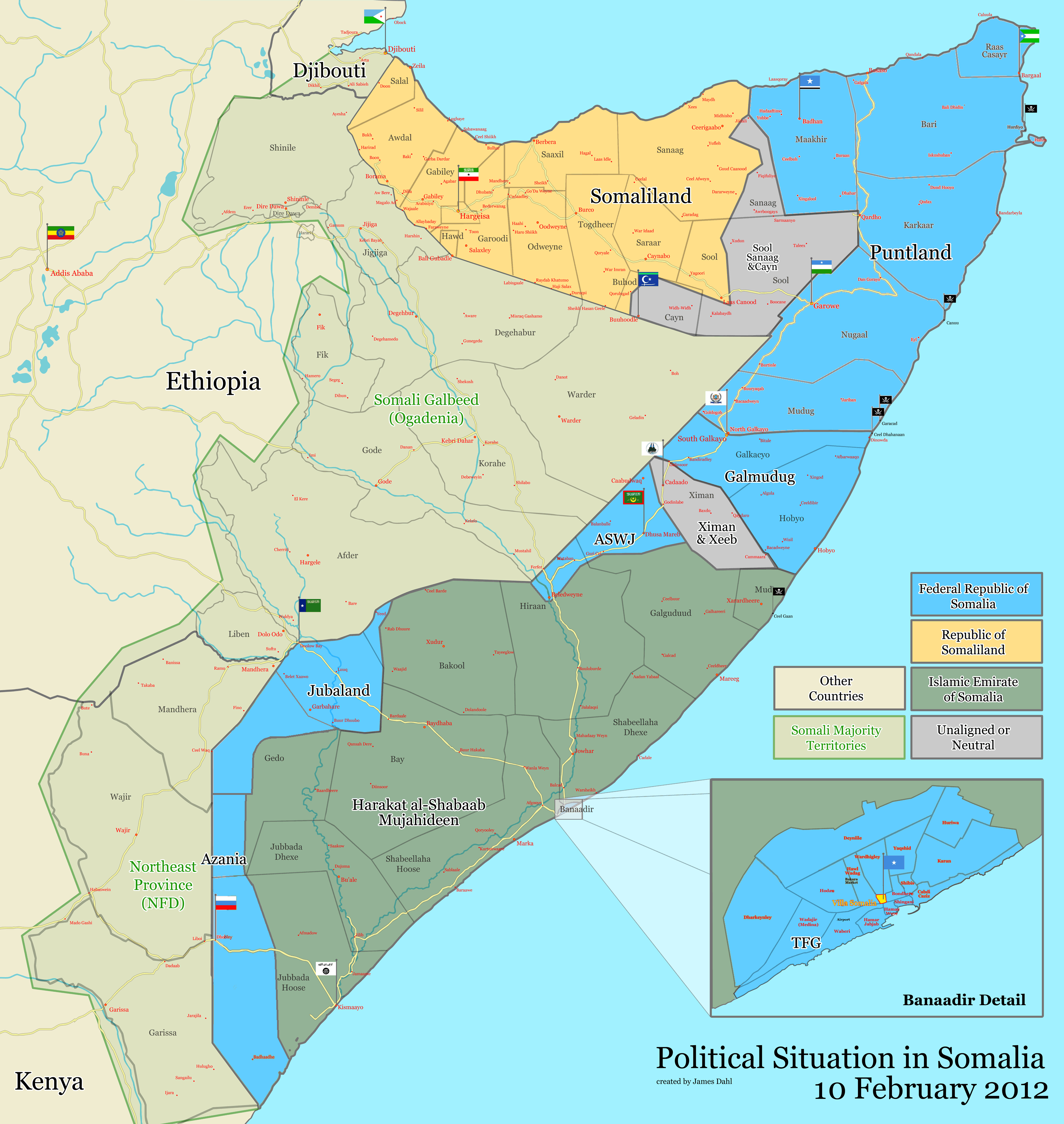
En azul la extensión aproximada del territorio bajo control del Gobiermo Federal de Transición hacia febrero de 2012.

El primer gobierno federal fue el Gobierno Nacional de Transición de Somalia, formado en abril de 2000 en la Somalia National Peace Conference (SNPC) llevada a cabo en Yibuti. A partir de este se formó el Parlamento de Transición de Somalia en 2004, que ese mismo año formó el Gobierno Federal de Transición de la República de Somalia (Dowalada Federaalka Ku Meel gaarka ah ee Jamhuuriyada Soomaaliya) encabezado por el primer ministro Ali Mohammed Ghedi. Abdullahi Yusuf Ahmed fue elegido presidente de Somalia por el Parlamento en 2004.
El Gobierno Federal de Transición, el Parlamento Federal de Transición y la Carta Federal de Transición colectivamente componían las instituciones federales de transición del nuevo Estado somalí.

## Parlamento Federal de Transición
El Parlamento Federal de Transición contaba con 275 miembros, con cada uno de los clanes mayoritarios de Somalia obteniendo 61 escaños en el parlamento, mientras que una alianza de los clanes minoritarios obtuvo 31 asientos.
El 26 de febrero de 2006, el parlamento se reunió por primera vez dentro de Somalia, en la ciudad de Baidoa, 260 kilómetros al noroeste de Mogadiscio. 210 legisladores de los 275 miembros se encontraron en el almacén de granos convertido temporalmente en la sala de reuniones. Por esta razón a veces el Gobierno Federal de Transición es llamado simplemente como «el Gobierno de Baidoa».

## Presidentes
Presidente del Gobierno Nacional de Transición:
- Abdiqasim Salad Hassan (2000 - 2004)

Presidentes del Gobierno Federal de Transición:
- Abdullahi Yusuf Ahmed (2004 - 2008)
- Adan Mohamed Nuur Madobe (2008 - 2009)
- Sharif Sheid Ahmed (2009 - 2012)

Presidentes interinos del Gobierno Federal:
- Muse Hassan Sheikh Sayid Abdulle (2012)
- Mohamed Osman Jawari (2012)

Primer presidente del Gobierno Federal:
- Hassan Sheikh Mohamud (2012 - 2017)